# هرم خفرع
هرم خفرع هو أحد أهرامات الجيزة في مصر. بناه الملك خفرع رابع ملوك الأسرة الرابعة ابن الملك خوفو. تزوج من الأميرة مراس عنخ. حكم ست وعشرين سنة. بني الهرم الثاني من أهرام الجيزة، وهو أقل ارتفاعا من هرم أبيه (خوفو). كان ارتفاعه 143 مترا والآن 136 مترا.
شيد فوق مساحة 215 مترا مربعا.وله مدخلان في الجهة الشمالية. وما زال يحتفظ بجزء من كسوته الخارجية عند القمة.عثر ضمن مجموعته الهرمية على تماثيل من حجر الشست في معبد الوادي الخاص ز من بينها تمثال من أجمل ما أنتجه فن النحت المصري، وهو موجود بالمتحف المصري، وينسب له نحت صخرة تمثال أبي الهول.
يقع هرم خفرع جنوب غرب هرم أبيه خوفو. ويبلغ ارتفاعه 143,5 متراً وطول كل ضلع 215,5 متراً، وزاوية ميله 53,10ْ. يقع في مستوى سطح الأرض، والمدخل يؤدي إلى ممر هابط، سقفه من الجرانيت وزاوية انحداره 22ْ. وينتهي عند متراس يفضي إلى ممر أفقي، ثم ممر منحدر يؤدي إلى حجيرة يطلق عليها خطأ حجرة الدفن وهي فارغة منحوتة في الصخر، ويؤدي الدهليز إلى متراس آخر يرتفع إلى أعلى بممر أفقي ينتهي بحجرة الدفن، وهذه الحجرة سقفها جمالوني مشيد بالحجر الجيري، وتكاد تكون منتصف الهرم، أطلق خفرع على هرمه اسم(العظيم).

## الحجم
يبلغ طول قاعدة الهرم 215.5 متر (706 قدم) وترتفع حتى ارتفاع 136.4 متر (448 قدم) . وهي مصنوعة من كتل الحجر الجيري التي يزيد وزن كل منها عن 2 طن. يرتفع منحدر الهرم بزاوية 53 درجة 13 بوصة ، وهو أكثر انحدارًا من جاره هرم خوفو ، الذي تبلغ زاويته 51 درجة 50'24 ". يقع هرم خفرع على قاعدة صخرية أعلى 10 أمتار (33 قدم) أعلى من هرم خوفو ، مما يجعله يبدو أطول.

## التاريخ

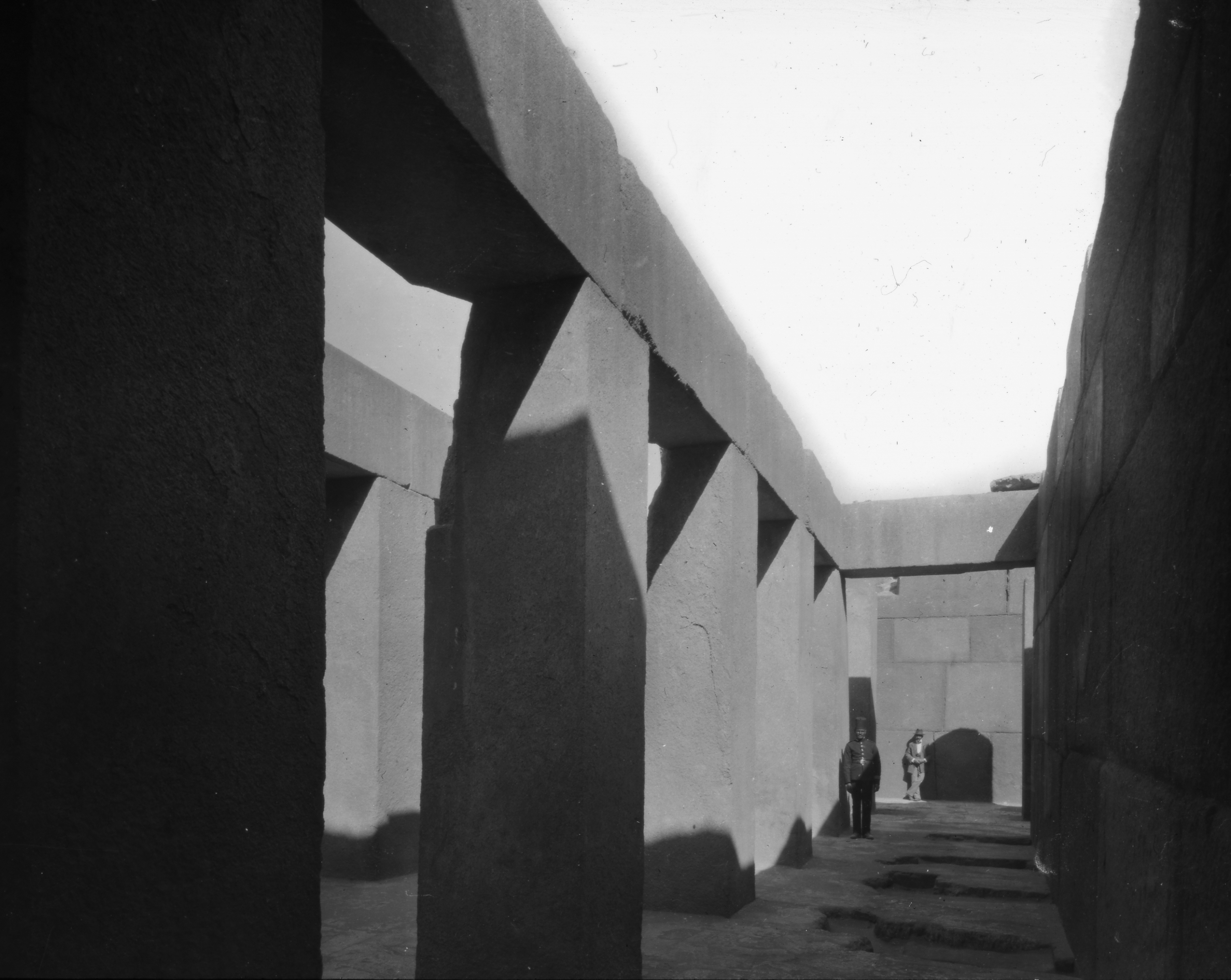
أعمدة جرانيتية في معبد وادي خفرع

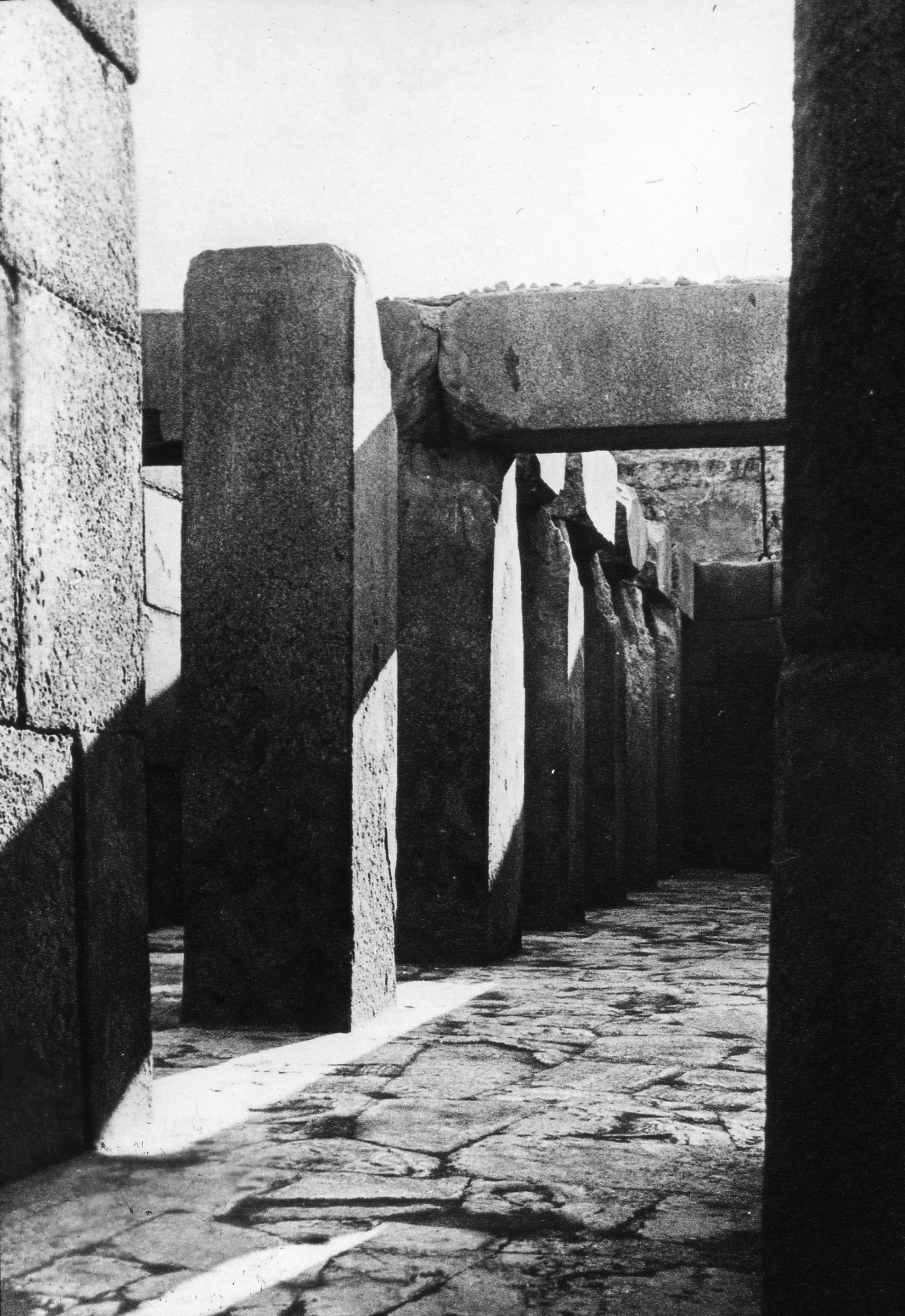
قاعة 16 عمود في معبد وادي خفرع

من المحتمل أن الهرم قد تم فتحه وسرقته خلال الفترة الانتقالية الأولى. خلال الأسرة المصرية التاسعة عشر ، أخذ المشرف على بناء المعبد حجارة الغلاف من الهرم لبناء معبد في أون بناءً على أوامر رمسيس الثاني.
سجل المؤرخ العربي ابن عبد السلام أن الهرم تم فتحه في 1372 م. على جدار حجرة الدفن ، هناك نقوش لغة عربية ربما يرجع تاريخها إلى نفس الوقت.
من غير المعروف متى تم سرقة ما تبقى من حجارة الغلاف ؛ من المفترض أنها كانت لا تزال في مكانها بحلول عام 1646 ، عندما كتب جون جريفز ، أستاذ علم الفلك في جامعة أكسفورد في كتابه "Pyramidographia" ، أنه بينما لم تكن أحجارها كان السطح كبيرًا أو منتظمًا كما هو الحال في خوفو ، وكان السطح أملسًا وخاليًا من انتهاكات عدم المساواة ، باستثناء الجنوب.
تم استكشاف الهرم لأول مرة في العصر الحديث بواسطة جوفاني باتيستا بلزوني في 2 مارس 1818 ، عندما تم العثور على المدخل الأصلي في الجانب الشمالي. كان بلزوني يأمل في العثور على دفن سليم لكن الغرفة كانت فارغة باستثناء تابوت مفتوح وغطائها مكسور على الأرض.
تم إجراء أول استكشاف كامل من قبل جون شاي بيرينج في عام 1837. في عام 1853 ، قام أوجوست مارييت بحفر جزئي في معبد وادي خفرع ، وفي عام 1858 ، أثناء استكمال تطهيره ، تمكن من اكتشاف تمثال ديوريت لخفرع.

## البناء
مثل الهرم الأكبر ، تم استخدام نتوء صخري في القلب. بسبب منحدر الهضبة ، تم قطع الركن الشمالي الغربي 10 أمتار (33 قدمًا) من باطن الصخور وتم بناء الركن الجنوبي الشرقي.
الهرم مبني من مسارات أفقية. الأحجار المستخدمة في القاع كبيرة جدًا ، ولكن مع ارتفاع الهرم ، تصبح الحجارة أصغر ، ويصبح سمكها 50 سم (20 بوصة) عند القمة. تكون الدورات قاسية وغير منتظمة في النصف الأول من ارتفاعها ، لكن هناك نطاقًا ضيقًا من البناء العادي واضحًا في الجزء الأوسط من الهرم. في الركن الشمالي الغربي للهرم ، تم تشكيل حجر الأساس في درجات. تغطي أحجار الغلاف الثلث العلوي من الهرم ، لكن الهرم وجزء من القمة مفقودة.
تم صنع الطبقة السفلية لأحجار الغلاف من الجرانيت الوردي ولكن تم تغليف باقي الهرم بالحجر الجيري من طرة . يكشف الفحص الدقيق أن حواف زوايا أحجار الغلاف المتبقية ليست مستقيمة تمامًا ، ولكنها متداخلة ببضعة مليمترات. تقول إحدى النظريات أن هذا يرجع إلى الاستقرار من النشاط الزلزالي. تفترض نظرية بديلة أن المنحدر على الكتل قد تم قطعه للشكل قبل وضعه بسبب مساحة العمل المحدودة باتجاه قمة الهرم.

## داخلي

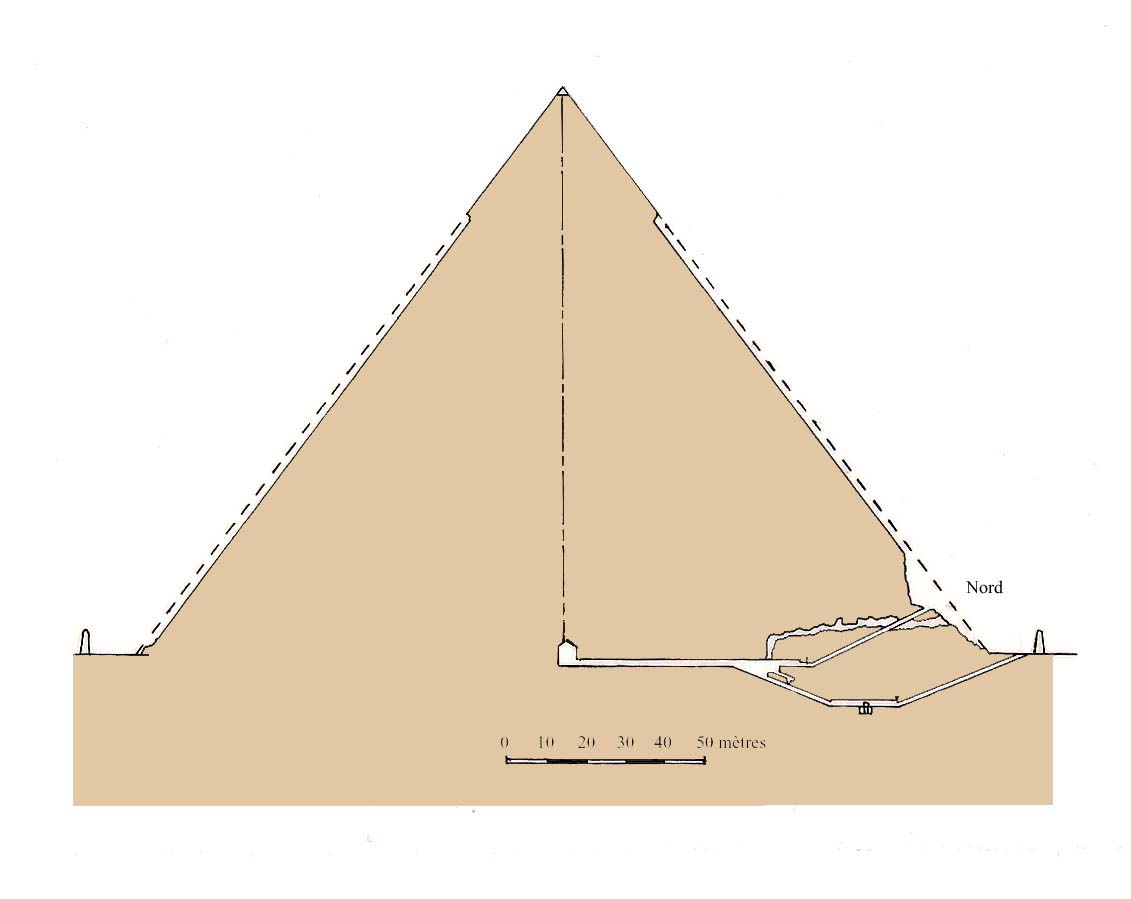
الممرات والحجرات داخل هرم خفرع.

يؤدي مدخلان إلى حجرة الدفن ، أحدهما يوجد على ارتفاع 11.54 متر (37.9 قدم) أعلى وجه الهرم والآخر يوجد عند قاعدة الهرم. لا تتماشى هذه الممرات مع الخط المركزي للهرم ، ولكنها تقابلها جهة الشرق بمقدار 12 متر (39 قدم). الممر السفلي النازل محفور بالكامل من حجر الأساس ، ينزل ، ويمر أفقيًا ، ثم يصعد لينضم إلى الممر الأفقي المؤدي إلى حجرة الدفن.
إحدى النظريات حول سبب وجود مدخلين هي أن الهرم كان من المفترض أن يكون أكبر بكثير مع تحول القاعدة الشمالية 30 متر (98 قدم) إلى الشمال مما يجعل هرم خفرع أكبر بكثير من هرم أبيه. هذا من شأنه أن يضع المدخل إلى الممر السفلي النازل داخل بناء الهرم. بينما يتم قطع حجر الأساس بعيدًا عن الهرم على الجانب الشمالي منه على الجانب الغربي ، فليس من الواضح أن هناك مساحة كافية على الهضبة لجدار السياج وشرفة الهرم. النظرية البديلة هي أنه ، كما هو الحال مع العديد من الأهرامات السابقة ، تم تغيير المخططات وتم نقل المدخل في منتصف الطريق خلال البناء.
توجد غرفة فرعية ، مساوية في الطول لغرفة الملك في هرم خوفو ،  التي تفتح إلى الغرب من الممر السفلي ، الغرض منها انه غير مؤكد. يمكن استخدامه لتخزين القرابين ، أو تخزين معدات الدفن ، أو قد يكون غرفة سرداب. الممر العلوي النازل مغطى بالجرانيت وينحدر للانضمام إلى الممر الأفقي المؤدي إلى حجرة الدفن.
تم نحت حجرة الدفن من حفرة في الصخر. السقف مبني من عوارض جملونية من الحجر الجيري. الغرفة مستطيلة الشكل ، 14.15 متر × 5 متر (46.4 × 16.4 قدمًا) ، وموجهة بين الشرق والغرب. تم نحت تابوت خفرع من كتلة صلبة من الجرانيت وغرق جزئيًا في الأرض ، ووجد بلزوني فيه عظام حيوان ، ربما ثور. من المحتمل أن تحتوي حفرة أخرى في الأرضية على صندوق كانوبي ، وكان من الممكن أن يكون غطاءها أحد ألواح الرصيف.

## مجمع الهرم

### هرم القمر الصناعي
على طول الخط المركزي للهرم على الجانب الجنوبي كان هناك هرم تابع للقمر الصناعي ، ولكن لم يبقَ شيء تقريبًا سوى بعض الكتل الأساسية ومخطط الأساس. يحتوي على مقطعين تنازليين ، ينتهي أحدهما بطريق مسدود مع مكان يحتوي على قطع أثاث طقسية.

### معابد خفرع

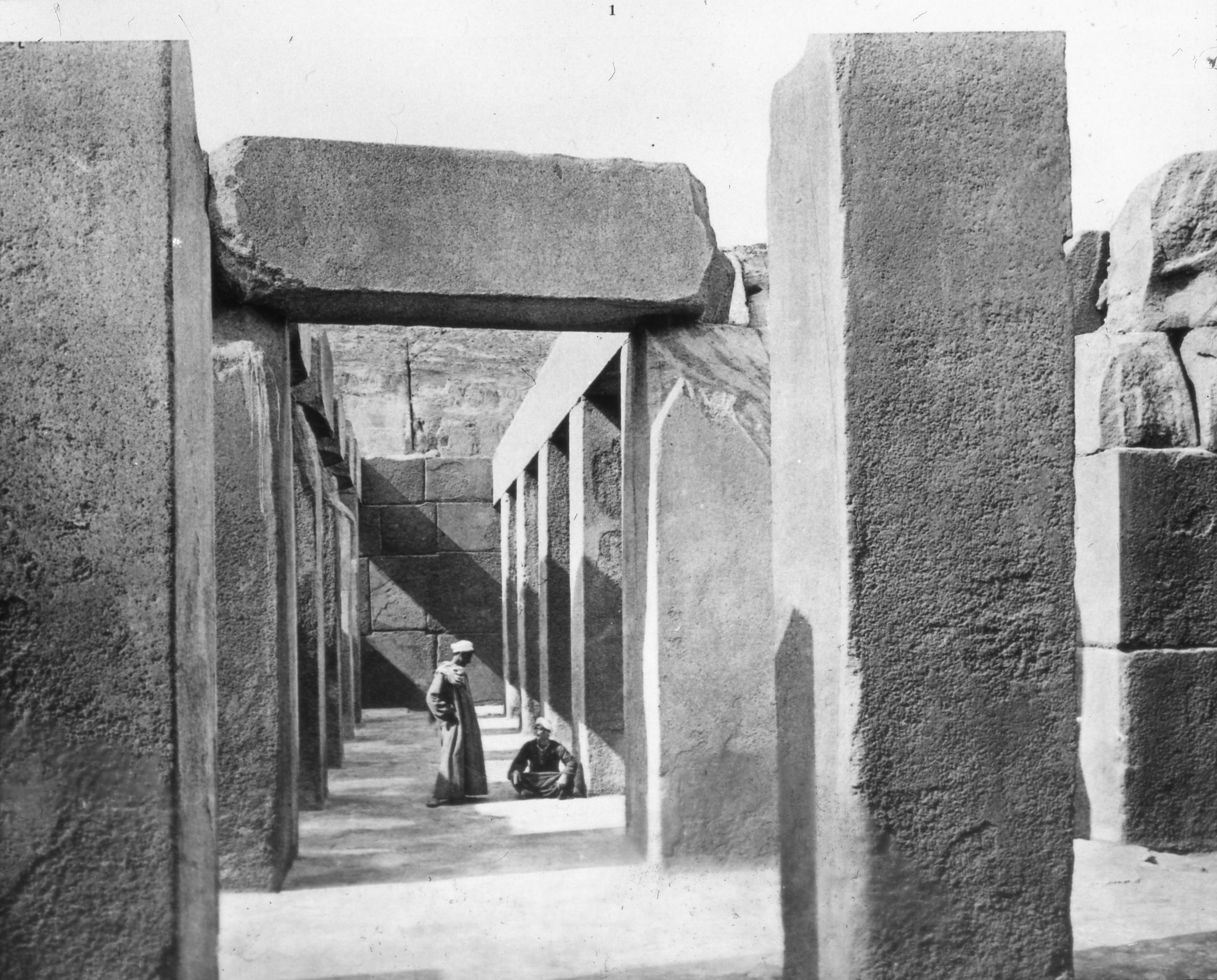
16 قاعة أعمدة في وادي معبد خفرع

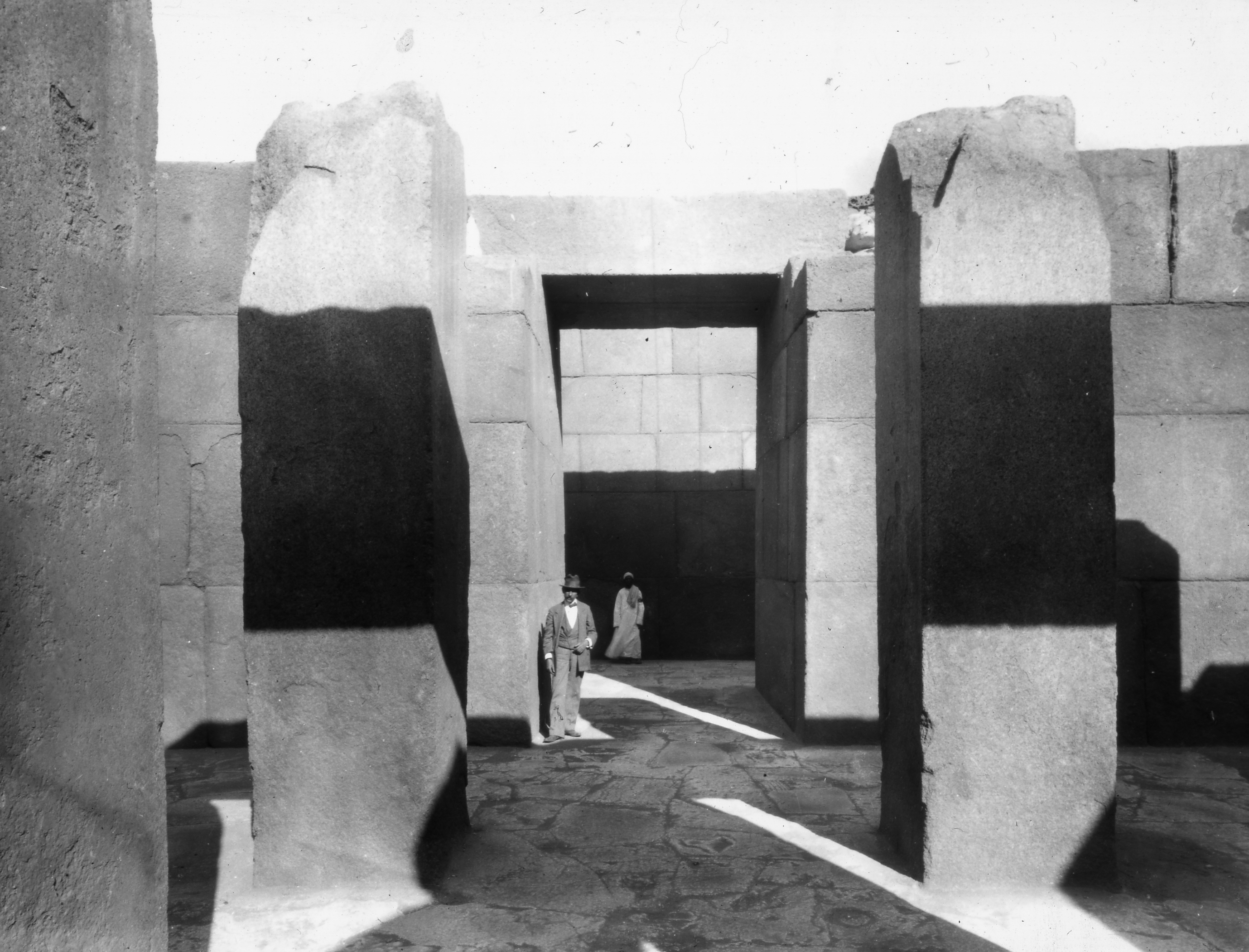
16 قاعة أعمدة في معبد وادي خفرع

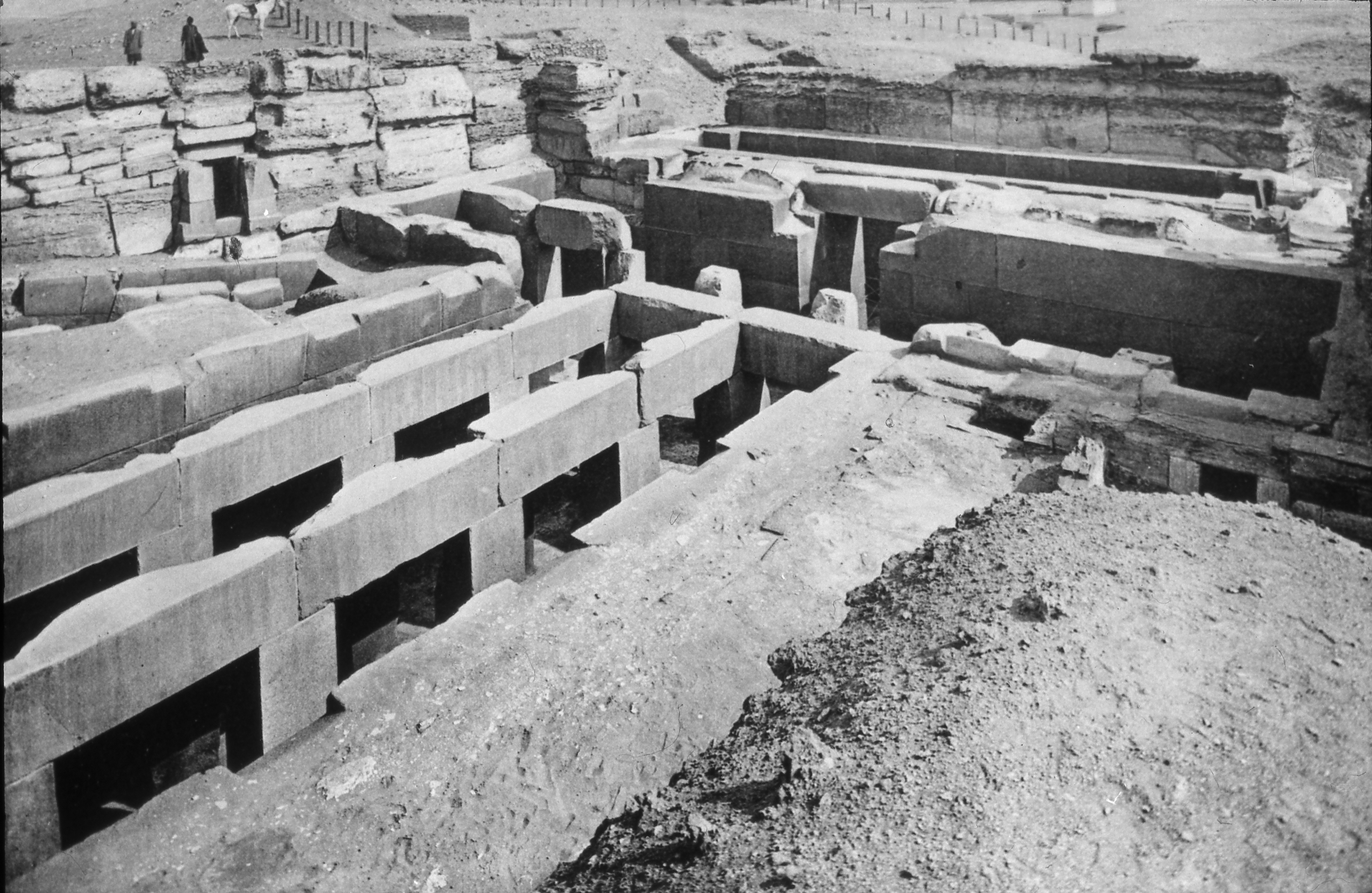
16 قاعة أعمدة في وادي معبد خفرع

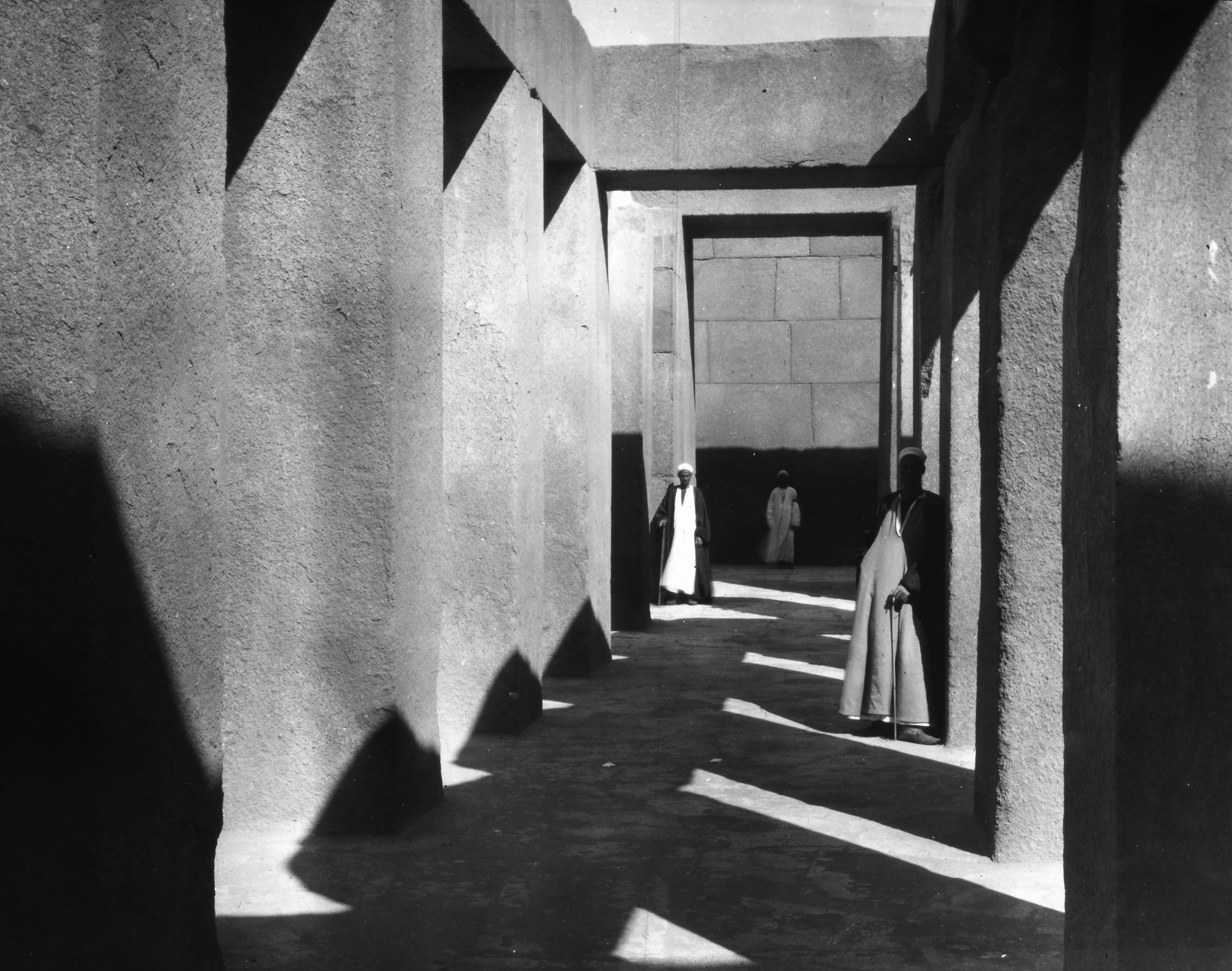
16 قاعة أعمدة في وادي معبد خفرع

تعيش معابد مجمع خفرع في حالة أفضل بكثير من معابد خوفو ، وهذا ينطبق بشكل خاص على معبد الوادي ، الذي تم الحفاظ عليه بشكل كبير.
يقع المعبد الجنائزي إلى الشرق من الهرم. على الرغم من أنها أصبحت الآن في حالة خراب إلى حد كبير ، إلا أن ما يكفي منها لفهم الخطة. إنه أكبر من المعابد السابقة وهو الأول الذي يضم جميع العناصر القياسية الخمسة للمعابد الجنائزية اللاحقة: قاعة مدخل ، محكمة ذات أعمدة ، خمسة محاريب لتماثيل الملك ، غرف تخزين الخمس ، وملاذ داخلي. كان هناك أكثر من 50 تمثالًا بالحجم الطبيعي لخفرع ، ولكن تمت إزالتها وإعادة تدويرها ، ربما بواسطة رمسيس الثاني. تم بناء المعبد من كتل جليدية جندل (آثار) (أكبرها يقدر بحوالي 400 طن  ).
يمتد الجسر بطول 494.6 متر (541 ياردة) إلى معبد الوادي ، وهو مشابه جدًا للمعبد الجنائزي. وهي مبنية من كتل مغليثية مغلفة بـ الجرانيت الأحمر. مربع الأعمدة للممر على شكل حرف T مصنوع من الجرانيت الصلب ، وتم رصف الأرضية بـ المرمر. تم بناء الجزء الخارجي من كتل ضخمة ، بعضها يزن أكثر من 100 طن.
على الرغم من خلوه من أي زخرفة داخلية ، إلا أن هذا المعبد كان سيمتلئ بالرمزية: بابان يفتحان في دهليز وقاعة كبيرة ذات أعمدة ، حيث توجد مآخذ في الأرضية من شأنها أن تثبت 23 تماثيل خفرع. منذ ذلك الحين تم نهب هذه الأعمدة. تم الحفاظ على الجزء الداخلي ، المصنوع من الجرانيت لمعبد الوادي ، بشكل جيد. الجزء الخارجي المصنوع من الحجر الجيري أكثر مقاومة للعوامل الجوية. لم يشهد معبد أبو الهول أي ملك ، لكن أوجه التشابه البنيوية مع المعبد الجنائزي لخفرع تشير إليه باعتباره بانيها. عند الانفتاح على قاعة بها 24 عمودًا ، لكل منها تمثال خاص به ، ومقدسان وتصميم متماثل ، فمن الممكن ولكن غير متأكد ما إذا كان هذا المعبد يحتوي على أي رمزية مرتبطة بالخطة النهائية.

## أعلام
- خفرع